# Biskupice-Pulkov
Biskupice-Pulkov é uma comuna checa localizada na região de Vysočina, distrito de Třebíč.